# Catedral de Santa Vibiana
La Catedral de Santa Vibiana o simplemente Antigua Catedral de Los Ángeles (en inglés: Cathedral of Saint Vibiana) es un antiguo edificio que sirvió como catedral y parroquia católica de la Arquidiócesis de Los Ángeles en Estados Unidos. Situado en el centro de Los Ángeles, el edificio fue inaugurado en 1876 como la catedral de lo que entonces se conocía como la Diócesis de Monterrey-Los Ángeles, y se mantuvo como la catedral oficial de Los Ángeles por más de 100 años.
La catedral quedó muy dañada durante el terremoto de Northridge de 1994 y fue objeto de una larga batalla legal entre la arquidiócesis, que quería demoler el edificio y construir una nueva catedral en el sitio, y los conservacionistas, que querían que el edificio permaneciera de pie debido a Su significado histórico. En 1996, las partes involucradas alcanzaron un compromiso en el cual la arquidiócesis compraría un sitio próximo en donde construir una catedral nueva, y a su vez entregaría el sitio de St. Vibiana a la ciudad de Los Ángeles. La Catedral de Nuestra Señora de los Ángeles fue dedicada en 2002 como sucesora de la Catedral de Santa Vibiana.

## Véase también

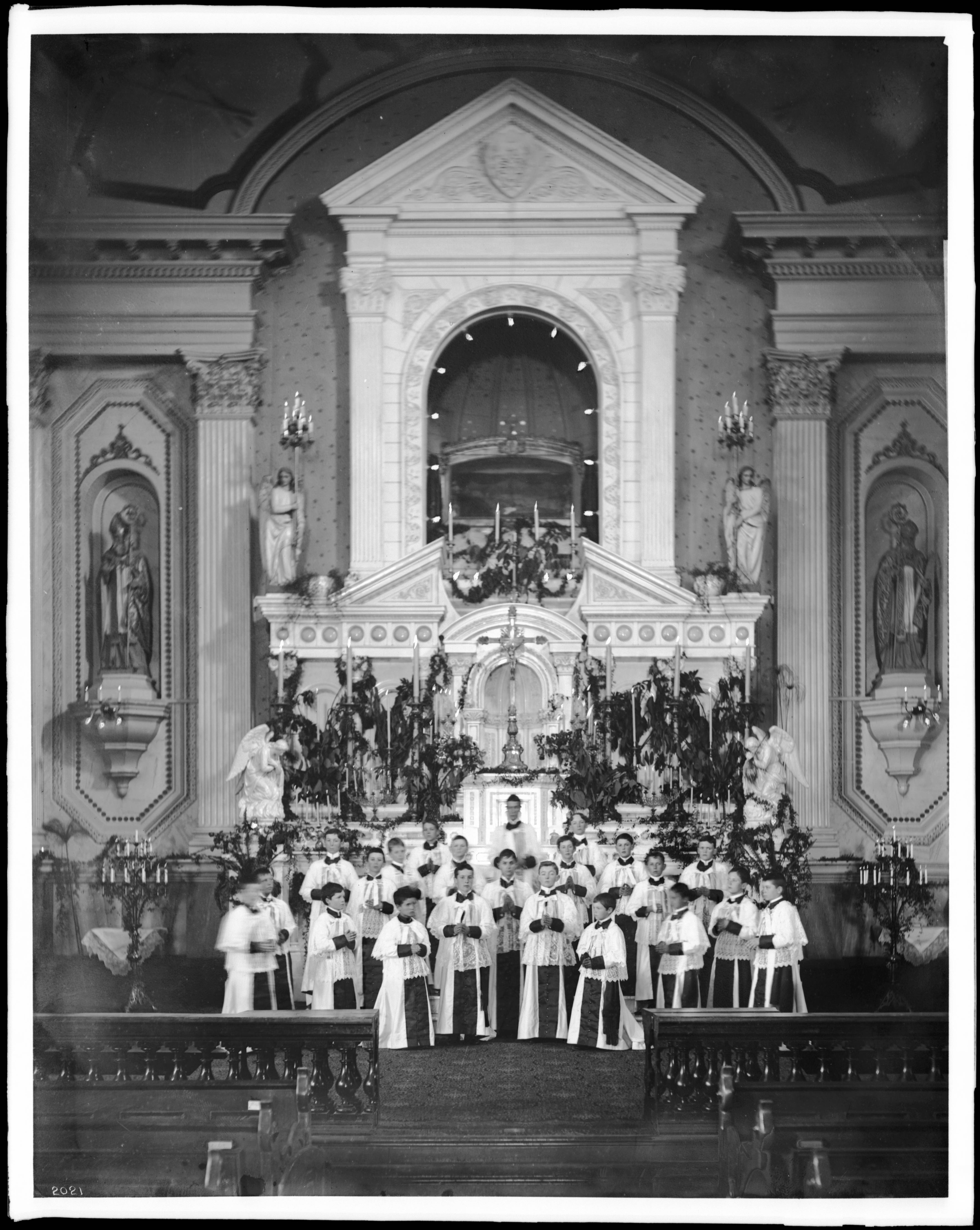
Vista interna de la iglesia con los niños servidores del altar (1901)